# دويل فاكا
خوان دويل فاكا ميندوزا (بالإسبانية: Doyle Vaca) (مواليد 8 أكتوبر 1979 في سانتا كروز) لاعب كرة قدم بوليفي دولي يجيد اللعب في خط الدفاع . يلعب حاليا لصالح نادي سترونغيست البوليفي من سنة 2008 .

## روابط خارجية
- دويل فاكا على موقع قاعدة بيانات كرة القدم.إي يو (الإنجليزية)
- دويل فاكا على موقع ناشيونال فوتبول تيمز (الإنجليزية)